# Roger Hynd
John Roger Shankly Hynd (Falkirk, 2 febbraio 1942 – Glasgow, 18 febbraio 2017) è stato un allenatore di calcio e calciatore scozzese, di ruolo difensore.

## Biografia
Era nipote di Bill Shankly.

## Caratteristiche tecniche
Era un difensore centrale.

## Carriera

### Giocatore
Hynd esordisce tra i professionisti nel 1961 con i Rangers, club della prima divisione scozzese; gioca con il club di Glasgow fino alla stagione 1968-1969, ma, nonostante otto stagioni in rosa, gioca in totale solamente 31 partite nella prima divisione scozzese (con 4 reti segnate); in compenso gioca in totale 7 partite nelle competizioni europee: 2 nella Coppa dei Campioni 1964-1965, 2 nella Coppa delle Coppe 1966-1967 (nella quale i Rangers sono finalisti perdenti) e 3 nella Coppa delle Fiere 1968-1969. In aggiunta, vince anche complessivi nove titoli nazionali (2 campionati, 4 coppe nazionali e 3 coppe di Lega).
Nel 1969 si trasferisce in Inghilterra, dove gioca 30 partite in prima divisione con il Crystal Palace; dopo una sola stagione i londinesi lo cedono al Birmingham City, in seconda divisione: qui Hynd nell'arco di due stagioni mette a segno complessive 4 reti in 51 presenze, per poi segnare un gol in 40 presenze in prima divisione nella stagione 1972-1973, a cui aggiunge 2 reti in 36 presenze nella stagione 1973-1974 e 12 presenze senza reti nella stagione 1974-1975. Nella stagione 1975-1976, invece, dopo un'ultima presenza in prima divisione con il Birmingham City trascorre un breve periodo in prestito all'Oxford Utd, con cui gioca 5 partite in terza divisione, per poi venire ceduto al Walsall, altro club di terza divisione, con cui gioca fino al  febbraio del 1978 per un totale di 89 presenze ed un gol in incontri di campionato.

### Allenatore
Subito dopo il ritiro inizia ad allenare, sedendo sulla panchina del Motherwell dal febbraio del 1978 al termine della stagione 1977-1978, trascorsa nella prima divisione scozzese. Nel 1980 è stato invece per sei partite allenatore ad interim del St. Johnstone, sempre nel medesimo campionato.

## Palmarès

### Giocatore

#### Competizioni nazionali
- Campionato scozzese: 2

Rangers: 1963-1963, 1963-1964
- Coppa di Scozia: 4

Rangers: 1961-1962, 1962-1963, 1963-1964, 1965-1966
- Coppa di Lega scozzese: 3

Rangers: 1961-1962, 1963-1964, 1964-1965